# Isdera
Isdera GmbH (укр. Ісдера ГмбХ, абревіатура від нім. Ingenieurbüro für Styling Design und Racing) — приватний автовиробник, що базується у маленькій майстерні у Гільдесгаймі, Німеччина. Раніше (до 2005 року) компанія знаходилася у Леонберзі, Німеччина.
Компанія виробляє автомобілі класу «люкс» у невеликій кількості. Кожний спортивний автомобіль будується вручну невеликою групою майстрів. Цим забезпечується висока якість і надійність машин.
Єдиний спосіб придбати автомобіль Isdera - це зателефонувати безпосередньо керівнику компанії. Будівництво кожного авто відбувається індивідуально під конкретного покупця і триває близько шести місяців.
Автомобілі Isdera є настільки рідкісними, що поява їх фото або відео у громадських місцях вже сама по собі є подією.

## Історія
Наприкінці 1960-х років Еберхард Шульц відповідав за організацію розробки серії ефектних прототипів Mercedes-Benz, що розпочалася з концепта C111. Передбачалося, що ці проекти з середнім розташуванням двигуна стануть справжнім спадкоємцем моделі 300SL і подібним же чином матимуть високу собівартість у зв'язку з упровадженням нових технологій та стилю. Однак, після появи декількох різних версій C111, уключаючи декілька версій з роторним двигуном, Mercedes-Benz вирішив припинити виробництво. Це і спонукало Шульца до заснування Isdera.

### Erator GTE (1968-1969)

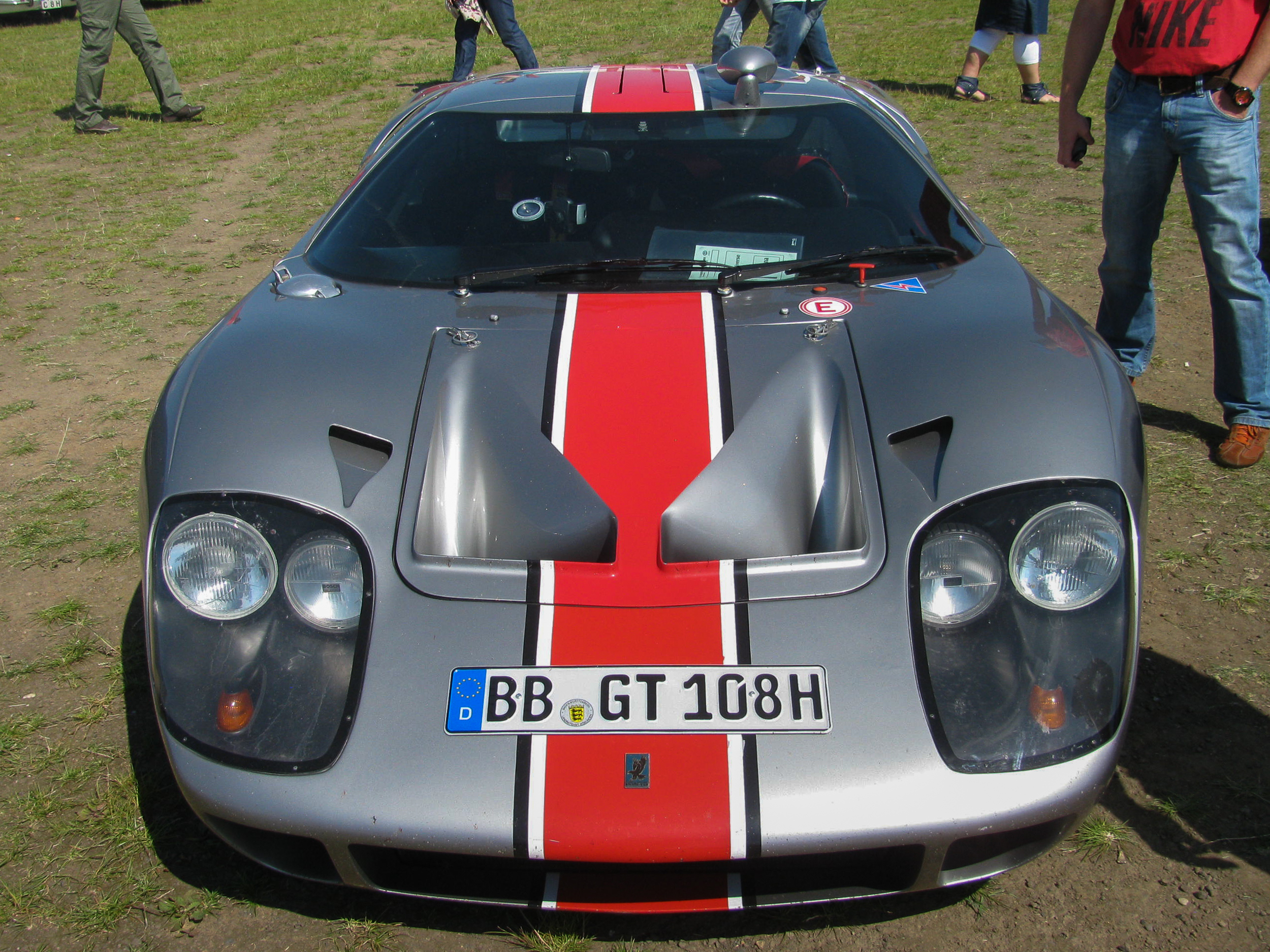
Isdera Erator GTE

Перше авто, розроблене Шульцем, з'явилося 1969 року. Це був Erator GTE, репліка гоночного автомобіля Ford GT40. Під час розробки моделі Erator GTE використовувалися перевірені серійні технології Porsche і Mercedes-Benz. Така інженерна стратегія і сьогодні забезпечує високу якість продукції, а клієнти Isdera можуть без зайвого клопоту обслуговувати свої автомобілі на найближчій СТО.

### Mercedes-Benz Studie CW 311 (1972-1978)
У 1978 році Шульц спільно з компанією B&B Automobiltechnik успішно представив розроблений ним концепт-кар Mercedes-Benz Studie CW 311 - єдиний транспортний засіб, який не був розроблений і не перебував у виробництві Mercedes-Benz, проте має право носити трипроменеву «зірку Mercedes».
Із цим багажем знань Шульц заснував 1982 року у Леонберзі інженерне бюро Isdera, а 30 листопада 1983 року - компанію Isdera, здійснивши таким чином свою дитячу мрію. Як логотип він обрав зображення орла на блакитному тлі.

### Spyder 033-036i (1982-1992), Imperator 108i (з 1984)
Перший автомобіль компанії Isdera - Spyder 033 - було представлено 1982 року.
Серед інших авто компанії - Spyder 033-16 (1985 рік), Spyder 036i (1987 рік) та Imperator 108i (1984 рік). Кожна з цих моделей уперше з'являлася на публіці на Женевському автосалоні (Швейцарія).

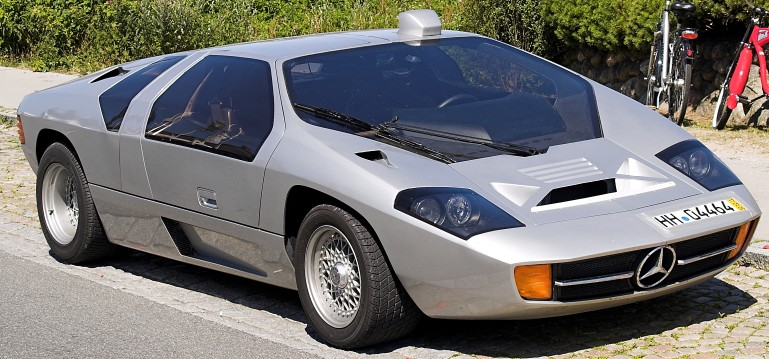
Isdera Imperator 108i у вигляді Mercedes CW311

Модель Imperator 108i є завершеною Шульцем у співробітництві з Mercedes розробкою концепта C111, яку Mercedes свого часу відмовився продовжувати. Isdera виготовила 30 екземплярів цього авто.
У 1991 році на Женевському автосалоні представлено оновлену версію моделі Imperator 108i.

### Commendatore 112i (з 1993)
У 1993 році Isdera розробила модель Commendatore 112i, що важила 1 450 кг і розганялася від 0 до 100 км/год за 4,7 с, а її максимальна швидкість становила 342 км/год. На розробку цієї моделі Шульц витратив близько 4 мільйонів євро. Більшу частину цих коштів було витрачено на новітні системи, такі як активне заднє аеродинамічне гальмо (подібне до використовуваних на літаках), що вмикалося під час натискання педалі гальмів, і автоматично регульований дорожній просвіт. Крім того, в основу машини було покладено найбільший двигун Mercedes V12, що існував на той час, і він тримався на складній трубчастій рамі. Незважаючи на використання механіки Mercedes-Benz, Commendatore запозичив чимало стилістичних ознак від моделей Porsche, що випускалися раніше. Його довгий задній вивіс схожий на довгий хвіст Porsche 917, а передні фари взяті просто з Porsche 968.

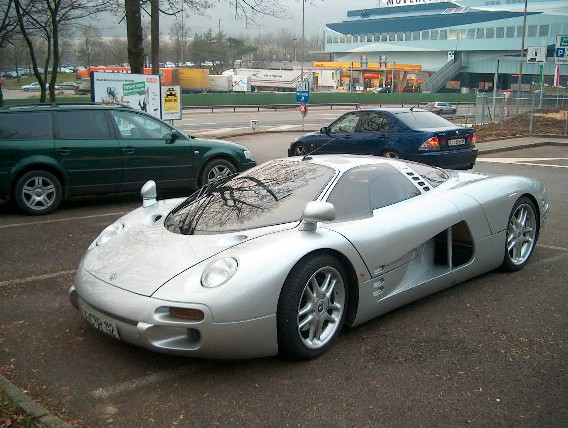
1999 Isdera Commendatore 112i (або Isdera Silver Arrow C112i) у Берні, Швейцарія.

Авто мало середнє розташування двигуна V12 виробництва Mercedes-Benz об'ємом 6,0 л, що видавав 402 к.с. (300 кВт), і було обладнане 6-ступеневою механічною трансмісією. Авто було представлено на Франкфуртському автосалоні. Модель Commendatore мала багато новітніх і унікальних властивостей, як-от два комплекти дверей типу «крило чайки», електронне шасі, що адаптувалося до швидкості і робило авто нижчим на високій швидкості, а також автоматичне аеродинамічне гальмо. Модель 112i присутня у відеогрі Need for Speed II.
Передбачалося, що Commendatore 112i буде випущено обмеженою серією за ціною 450 тис. доларів США за одиницю. Проте, перш ніж розпочалося серійне виробництво цієї моделі, компанія Isdera була продано швейцарцям, хоча єдиний прототип Commendatore 112i все ж таки було доведено до того стану, коли він цілком міг використовуватися на дорогах. За різними даними було виготовлено 10 автомобілів моделі Commendatore, проте імена власників засекречені.

### Silver Arrow C112i (1999)
У 1999 році Isdera виготовила повнофункціональний прототип під назвою Silver Arrow C112i. Це авто мало ті самі кузов і шасі, що і модель 1993 року Commendatore 112i, але було обладнане двигуном Mercedes-Benz V12 потужністю 400 к.с. Максимальна швидкість авто сягнула 300 км/год. На час представлення цього автомобіля він був єдиним у світі, що мав аеродинамічне гальмо з автоматичним підйомом.
У жовтні 2005 року прототип Silver Arrow було виставлено на продаж на аукціоні eBay за 3 млн доларів США, але він не знайшов свого покупця. На момент проведення аукціону авто знаходилося у Швейцарії.

### Twin-cycle (з 2003)
У 2003 році Isdera започаткувала проект Twin-cycle.

### Autobahnkurier AK116i (з 2006)

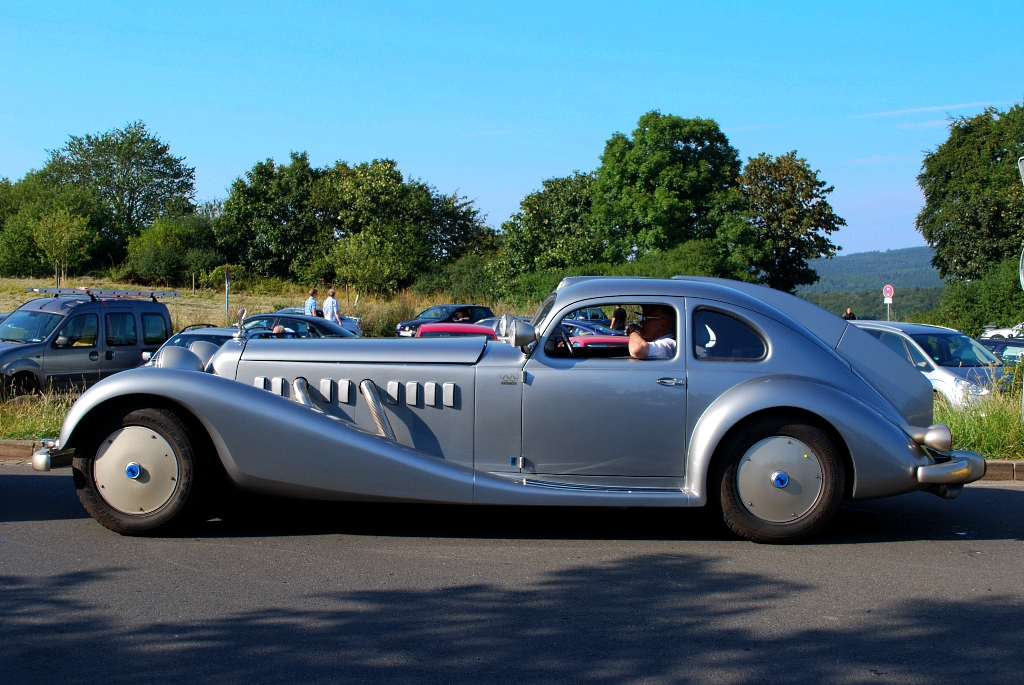
Isdera Autobahnkurier

У 2006 році Isdera запропонувала громадськості модель Autobahnkurier AK116i - авто, що вироблене у нетрадиційному стилі, обладнане двома двигунами Mercedes-Benz V8 (по одному на кожну вісь), що використовувалися для моделі W126-500SE, і має далеко винесені крила і пороги. На відміну від інших двомоторних концептів, обидва двигуни розташовані попереду під довгим капотом. Зовні нова модель нагадує турінґове авто 1930-х років. Модель має довжину 5,65 м і важить 2,3 тонни. Виготовлено лише один екземпляр, що знаходиться у гаражі фірми-виробника.

### Різні відомості
З 1993 року Isdera зберігала свої проекти у цілковитій таємниці. Останні дані компанії щодо напрямів діяльності і обсягів продажу не оприлюднювалися.
З 1983 року Isdera розробила та/або виробила близько 74 автомобілів. Isdera не лише розробляє і виробляє власні автомобілі, але і виконує розробку транспортних засобів за контрактами для інших замовників, хоча ця інформація не завжди стає відомою громадськості. Зокрема, серед таких замовників, які погодилися розкрити інформацію про свої контракти, - компанії AMG, BMW, Bitter, Baur, Irmscher.
Окрім виробництва автомобілів Isdera, Еберхард Шульц працює в автомобільній галузі і як розробник. Крім того, він займається живописом.